# (33690) Noahcain
1999 JD127 (asteroide 33690) é um asteroide da cintura principal. Possui uma excentricidade de 0.12973390 e uma inclinação de 6.01630º.
Este asteroide foi descoberto no dia 13 de maio de 1999 por LINEAR em Socorro.